# シリアル・コンピュータ
シリアル・コンピュータ(英: serial computer)はビット=シリアル・アーキテクチャに代表されるコンピュータである – つまり、内部でクロック・サイクルごとに1つのビットまたは桁を処理する。音響もしくは磁歪遅延線、回転磁気装置などのシリアル主記憶装置を備えたマシンは通常、シリアル・コンピュータであった。またその加算器は直列加算器であった。
シリアル・コンピュータ（直列計算機）は、並列計算機に対して必要なハードウェアがはるかに少なかったが、はるかに遅かった。(しかしながら) CPUのサイズが主な制約となるニッチな用途に対応できるソフト・マイクロプロセッサとして利用されるシリアル・コンピュータの現代版もあるにはある。 
シリアルではない最初のコンピュータ (最初の並列コンピュータ) は、1951年のWhirlwindであった。
シリアル・コンピュータはシリアル・コンピュータ形態のサブセットである、1ビット・アーキテクチャのコンピュータと同じである必要はない。シリアル・コンピュータはN-ビットのデータ幅で動作する一方、1ビット・コンピュータ命令は単一ビットから成るデータを処理するが、しかし一度に1ビットずつ実行する。

## シリアル・マシン
- EDVAC (1949)
- BINAC (1949)
- SEAC (1950)
- UNIVAC I (1951)
- エリオット・ブラザーズ Elliott 152（英語版）[要出典] (1954)
- Bendix G-15 (1956)
- LGP-30 (1956)[3]
- エリオット・ブラザーズ Elliott 803（英語版） (1958)
- ZEBRA (コンピュータ)（英語版）[要出典] (1958)
- D-17B（英語版）誘導コンピュータ (1962)
- PDP-8/S[4] (1966)
- ゼネラル・エレクトリック GE-PAC 4040（英語版）プロセス制御コンピュータ（英語版）
- F14 CADC（英語版） (1970)  –  全データはシリアル転送されたが、しかし内部では並列で多ビットを用いて処理していた[5]
- Kenbak-1 (1971)
- Datapoint 2200 (1971)[6]
- HP-35 (1972)

### 超並列マシン
初期の超並列マシンのほとんどは、次のような個々のシリアル・プロセッサから構築されていた:
- ICL分散アレイ・プロセッサ（英語版） (1979)
- グッドイヤーMPP（英語版） (1983)
- コネクションマシン
  - CM-1 (1985)
  - CM-2 (1987)
- MasPar（英語版） MP-1 (1990)  –  32ビットアーキテクチャ、内部では一度に4ビット処理[7]
- VIRAM1（英語版） コンピュテーショナルRAM (2003)